# 沧山源
沧山源又名“燕窝山庄”，是安徽省南部歙县东南昌溪乡昌溪村的一个自然村，是一个依山而建的山村。这个古村落由吴学伊创建于明万历年间，历史四百多年，由吴姓居住。沧山源是经学家吴承仕的故乡。2016年12月9日公布为第四批中国传统村落。
沧山源村拥有以下文物保护单位：
- 吴承仕宅，清代，安徽省文物保护单位，编号6-93[2]

沧山源村口，有一座四方形的古亭“孝子亭”，亭内有孝子碑。
沧山源古村落原计划开发旅游业，三十余户村民陆续搬下山居住。由于旅游开发中断，沧山源古村落已成为一座无人村，留下34幢空置的明清古宅。